# Podosari (Kesesi)
Podosari is een bestuurslaag in het regentschap Pekalongan van de provincie Midden-Java, Indonesië. Podosari telt 3746 inwoners (volkstelling 2010).